# Mazda 757
La Mazda 757 è una vettura sport prototipo costruito tra il 1986 e 1988 per soddisfare i regolamenti FIA di Gruppo C e anche i regolamenti GTP della Motor Sports Association (IMSA), ha preso parte al Campionato Sport Car World così come il Campionato prototipo Giappone.

## Descrizione
Ha sostituito la Mazda 737C, omologata secondo le normative del Gruppo C2 ed è stata la prima vettura costruita interamente da Mazdaspeed e progettata dall'ingegnere britannico Nigel Stroud. Sono state costruite quattro copie.
La vettura ha preso parte alla 24 Ore di Le Mans e al Campionato mondiale sportprototipi 1987 e 1988. 
La 757 utilizzava un innovativo nuovo motore Wankel 13G a 3 rotori da 1,9 litri di cilindrata. 
Due 757 parteciparono alla 24 Ore di Le Mans del 1986, ma entrambe non riuscirono a finire la gara a causa di problemi al cambio. Nel campionato All Japan Sports Prototype Championship, la vettura si piazzò terza nel campionato costruttori.